# Banco dime
Il banco dime o banco di riscontro comunemente chiamato maschera viene utilizzato dai riparatori (carrozzieri) per la raddrizzatura di scocche di veicoli quando, a seguito di urti, queste risultino deformate in modo tale da non poter essere ricondizionate con le più comuni attrezzature ma solo con l'ausilio di tale specifico strumento, che grazie alla sinergia di fissaggio scocca (Banco) tiraggio (pressa) e comparazione (Dime) rende gli interventi riparativi agevoli e precisi, ottimizzando tempi e risultati.
I suoi componenti principali sono: il banco di fissaggio della scocca e delle dime, il sollevatore del banco, la pressa elettro idraulica, il braccio goniometrico della pressa.
Esso può essere usato con due diversi tipi di dime, le "convenzionali" o specifiche che dir si voglia, o le universali. 

Le prime sono in stoccaggio presso ditte specializzate, dove l'autoriparatore può noleggiare di volta in volta in base alla marca al modello e alla parte (per "parte" si intenda: anteriore, posteriore, pianale, padiglione) del veicolo danneggiato da riparare e relativamente ai danni da esso riportati.

Le seconde sono parte integrante del banco stesso e, con l'uso del  manuale in dotazione, opportunamente regolate si possono adattare a tutte le marche i modelli e le parti di veicoli considerati nel manuale stesso.
La scocca deformata viene assicurata al banco di riscontro porta dime, tramite i rostri di fissaggio, tirata con la pressa opportunamente ancorata e regolata fin quando i punti di riferimento del telaio da riparare (generalmente i riferimenti sono fori filettati normalmente usati per il montaggio di parti meccaniche sulla scocca portante e/o fori di costruzione e assemblaggio normalmente chiusi da appositi tappi) non corrispondono millimetricamente ai punti di riferimento delle dime. Qualora dopo il tiraggio sia necessario dissaldare parti di scocca irreparabilmente deformate, per sostituirle con parti nuove, essa così indebolita viene tenuta in sagoma previo fissaggio alle dime stesse.
È diffusa, tra alcuni riparatori, la cattiva abitudine di usare impropriamente le dime quali punti di appoggio per eventuali presse supplementari per tiraggio o spinta, ma in questo caso si rischia ovvero si è certi di deformare irrimediabilmente le dime stesse rendendole così inutilizzabili. Considerando gli indesiderati quanto prevedibili risultati del loro uso si è così man mano passati dalle convenzionali a noleggio alle universali integrate al Banco Dime. Infatti chi le usa e le conserva scrupolosamente è sicuro di eseguire sempre interventi riparativi a regola d'arte, viceversa chi le usa impropriamente o così le noleggia rischia di usarle deformate adeguando la riparazione al difetto delle dime.
Il Banco, in alcuni casi, può essere utilizzato con successo anche senza dime (solo ancoraggio), infatti può essere sufficiente, ma non sempre, misurare la calibratura della parte deformata da riparare confrontandola con la misura della parte antagonista  o opposta ancora sana o sostituita con nuova della scocca stessa, o di una scocca campione( per "scocca campione" si intenda "altro telaio" inurtato e identico a quello interessato dalle riparazioni in corso, da usare per la rilevazione di misure).
I più sofisticati sono computerizzati ma ciò non toglie che per la buona riuscita dell'intervento riparativo, comunque, molto è affidato alla dimestichezza e alla competenza nonché al bagaglio tecnico dell'operatore o della squadra di operatori, che con la massima cura e precisione devono provvedere ad eseguire le varie fasi di lavorazione, accertandosi di volta in volta che i metodi dell'intervento riparativo e i materiali all'uopo adottati siano compatibili con i materiali e i criteri tecnici e costruttivi d'origine del veicolo da riparare al fine di conservarne tutte le caratteristiche tecniche: funzionali; mantenendo inalterati gli standard di sicurezza, ed estetici; rendendo la riparazione eseguita difficilmente individuabile.